# Дравиња
46° 22′ N 15° 56′ E / 46.367° С; 15.933° И
Дравиња (словен. Dravinja) је река у Словенији. Тече кроз Штајерску. Извире на Похорју, југозападно од Рогле на надморској висини од око 1.200 метара. Њене највеће и водом најбогатије су леве притоке са Похорја Оплотница, Ложница и Полскава. Дравиња протиче кроз крајеве Зрече, Пољчане, Маколе, Мајшперк, Птујска Гора и Видем. Површина слива Дравиње износи око 867 km². Река је дугачка око 66 km.
У горњем току Дравиња је планинска река, са бистром водом и богата рибом. У горњем току вода спада у 1. класу. На својем путу до Видма у реку се изливају индустријске отпадне воде и канализација тако да квалитет опада до четврте класе. Речни режим је кишно-снежни, са првим максимумом у новембру а други у мају. Енергетски потенцијал реке се у прошлости искоришћавао млиновима и воденицама које су данас углавном напуштене. У околини Видма се улива у реку Драву, као њена десна притока 8 km југоисточно од Птуја. На ушћу у драву просечан проток износи 0,9 m/s. Често узрокује велике поплаве